# Zduńska Wola (Landgemeinde)
Die gmina wiejska Zduńska Wola [ˈzduɲska ˈvɔla] ist eine selbständige Landgemeinde in Polen im Powiat Zduńska Wola in der Woiwodschaft Łódź. Ihr Sitz befindet sich in der Stadt Zduńska Wola. Die Landgemeinde, zu der die Stadt Zduńska Wola selbst nicht gehört, hat eine Fläche von 111,5 km², auf der (Stand: 31. Dezember 2020) 12.246 Menschen leben.

## Geographie
Die Landgemeinde liegt 50 Kilometer südwestlich von Łódź und umfasst die Stadt Zduńska Wola im Westen, Norden und Osten. 70 % des Gemeindegebiets werden landwirtschaftlich genutzt, 25 % sind mit Wald bedeckt.

## Geschichte
Von 1975 bis 1998 gehörte die Landgemeinde zur Woiwodschaft Sieradz.

## Gemeindegliederung
Die Landgemeinde Zduńska Wola besteht aus folgenden 31 Ortschaften mit Schulzenämtern:
Annopole Nowe
Annopole Stare
Biały Ług
Czechy
Gajewniki
Gajewniki-Kolonia
Henryków
Izabelów
Janiszewice
Karsznice (1943–1945 Karschitz)
Kłady
Korczew
Krobanów
Michałów
Mostki
Ochraniew
Ogrodzisko
Opiesin
Ostrówek
Piaski
Polków
Poręby (1943–1945 Rodenfelde)
Pratków
Rębieskie
Suchoczasy
Tymienice
Wojsławice
Wólka Wojsławska
Wymysłów
Zamłynie
Zborowskie
Weitere Ortschaften der Gemeinde ohne Schulzenamt sind:
Andrzejów
Beniaminów
Dionizów
Izabelów Mały
Karolew
Kęszyce
Krobanówek
Laskowiec
Maciejów
Rębieskie-Kolonia
Wiktorów

## Persönlichkeiten
- Waldemar Kleinschmidt (*  1941 in Karolew), Politiker (CDU), Oberbürgermeister der Stadt Cottbus